# Тёсё Хиротакэ
Тёсё Хиротакэ (яп. 調所 広丈 Тё:сё Хиротакэ, 2 мая 1840 — 30 декабря 1911) — японский государственный деятель, губернатор префектур Тоттори (1892—1894), Коти (1889—1892) и Саппоро (1882—1886), член Гэнроина (1886—1889), член Палаты пэров Японии (1894—1911),  барон (с 1900). Первый директор Саппорской сельскохозяйственной школы (1876—1881).
Известен тем, что после поездки в Карафуто привнёс на Хоккайдо русскую печь и конскую упряжь. Хиротакэ изменил первоначальное прочтение своей фамилии Дзусё (ずしょ) на Тёсё (ちょうしょ).

## Биография
Родился как третий сын Дзусё Хиросато, вассала даймё Сацумы. Участвовал в войне Босин и в 1869 году принял участие в битва при Хакодатэ.
12 апреля 1872 года поступил на службу в Комиссию по развитию Хоккайдо. После этого занимал различные должности, такие как секретарь, начальник саппорского отдела комиссии, секретарь управления комиссии, директор Саппорской сельскохозяйственной школы. В 1882 году был назначен губернатором новообразованной префектуры Саппоро.
В январе 1886 года, после создания префектуры Хоккайдо, Хиротакэ был назначен членом Гэнроина. В июне 1889 года стал губернатором префектуры Коти. В феврале 1892 года Тёсё вмешался в выборы членов Палаты представителей, и в июле того же года был переведён на пост губернатора префектуры Тоттори. В октябре 1893 года предпринял большие усилия по восстановлению разрушений после наводнения. В сентябре 1894 года ушёл в отставку с поста губернатора префектуры. 15 октября того же года был назначен членом Палаты пэров и оставался на этом посту до самой смерти. 9 мая 1900 года ему был присвоен титул барона (дансяку).

## Семья
Старший сын, Тёсё Цунэнори, железнодорожный инженер и член Палаты пэров. Шестой сын, Тёсё Такэмицу, гражданский инженер.